# Rajeshwari Sachdev
Rajeshwari Sachdev (Mumbai, 14. travnja 1975.) indijska je glumica, koja je najpoznatija po ulozi u filmu Sardari Begum (1996.), za što je dobila nagradu. 
Rajeshwari je glumila u brojnim televizijskim serijama – najpoznatija je uloga ona Mangale Devi u Maloj nevjesti.

## Obitelj
Sachdev je rođena u Mumbaiju, Maharashtra kao kći žene iz južne Indije. Sachdevin je suprug Varun Badola; par se vjenčao 2004. godine.